# 千木良村
千木良村（ちぎらむら）は、神奈川県津久井郡に存在した村。旧村域は現在の相模原市緑区千木良に当たる。

## 地理
- 山：景信山、城山
- 川：相模川
- 峠：小仏峠、大垂水峠

## 歴史
- 1889年（明治22年）4月1日 - 町村制の施行により千木良村が単独村制。小原町、与瀬駅との町村組合が発足し、組合役場を小原町大字小原に設置。
- 1930年（昭和5年） - 組合役場が与瀬町大字与瀬に移転。
- 1955年（昭和30年）1月1日 - 内郷村・小原町・与瀬町と合併して相模湖町が発足。同日千木良村廃止。
- 2006年（平成18年）3月20日 - 相模湖町が相模原市に編入。
- 2010年（平成22年）4月1日 - 相模原市が政令指定都市に移行し、旧村域が緑区となる。

## 交通

### 道路
- 国道20号（甲州街道）